# 佩特里克
49°17′19″N 28°11′40″E / 49.28861°N 28.19444°E
佩特里克（烏克蘭語：Петрик），是烏克蘭的村落，位於該國西南部文尼察州，由文尼察區負責管轄，始建於1937年，面積0.07平方公里，海拔高度288米，2001年人口737，人口密度每平方公里10,838.24人。